# محله هوایی فرودگاه آبی کورتنی
محله هوایی فرودگاه آبی کورتنی (به انگلیسی: Courtenay Airpark Water Aerodrome) یک فرودگاه همگانی است که یک باند فرود آب دارد. این فرودگاه در کشور کانادا قرار دارد و در ارتفاع ۰ متری از سطح دریا واقع شده‌است.